# إنريكي ألفاريز كوردوفا
إنريكي ألفاريز كوردوفا (بالإسبانية: Enrique Álvarez Córdova)‏ هو سياسي سلفادوري، ولد في 4 مارس 1930 في سان سلفادور في السلفادور، وتوفي بنفس المكان في 27 نوفمبر 1980.